# La Louptière-Thénard
La Louptière-Thénard är en kommun i departementet Aube i regionen Grand Est (tidigare regionen Champagne-Ardenne) i nordöstra Frankrike. Kommunen ligger  i kantonen Nogent-sur-Seine som ligger i arrondissementet Nogent-sur-Seine. År 2022 hade La Louptière-Thénard 300 invånare. Namnledet "Thénard" påminner om ortens store son Louis Jacques Thénard.

## Befolkningsutveckling
Antalet invånare i kommunen La Louptière-Thénard
Referens: INSEE

## Galleri

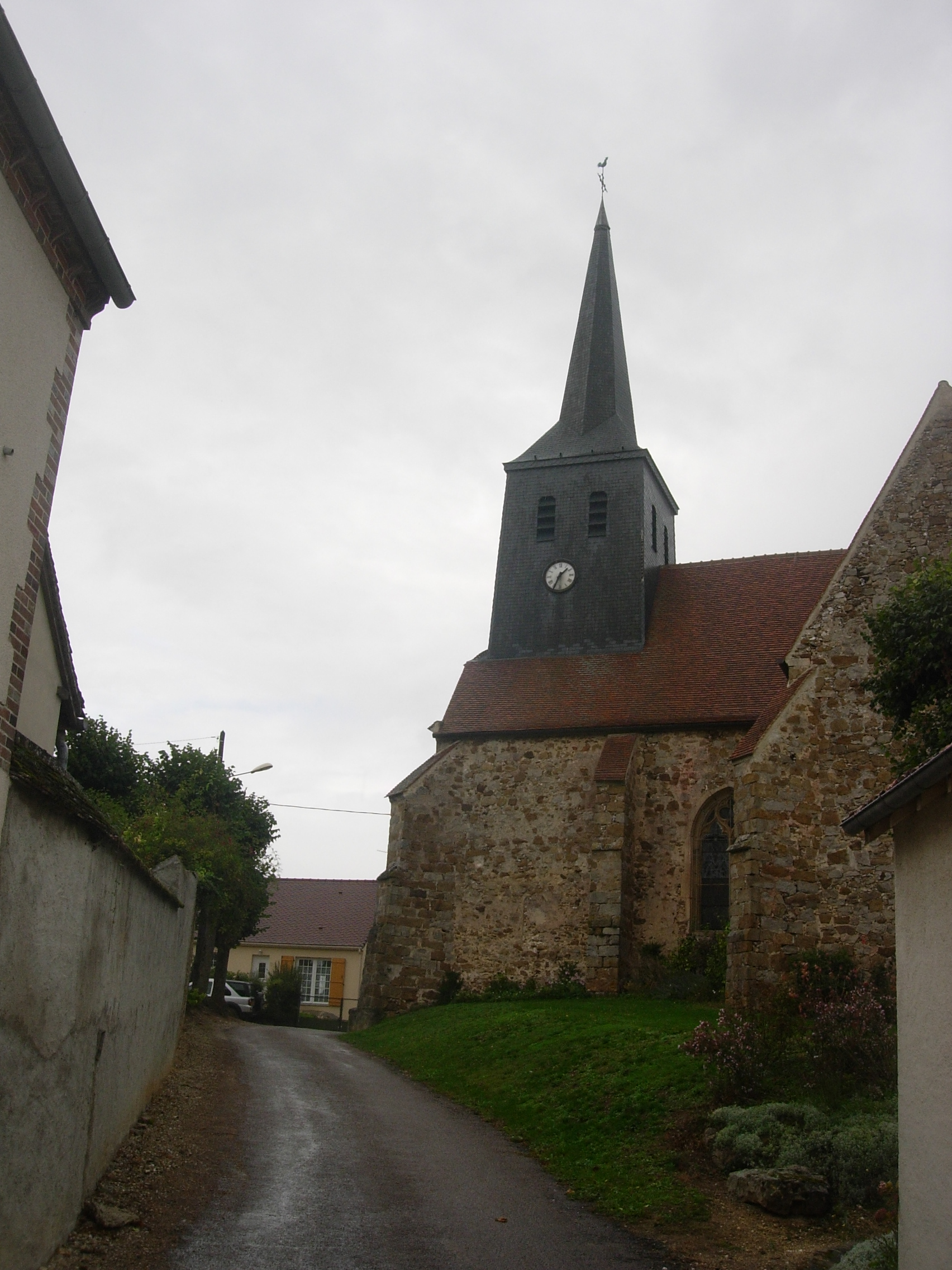
Kyrkan
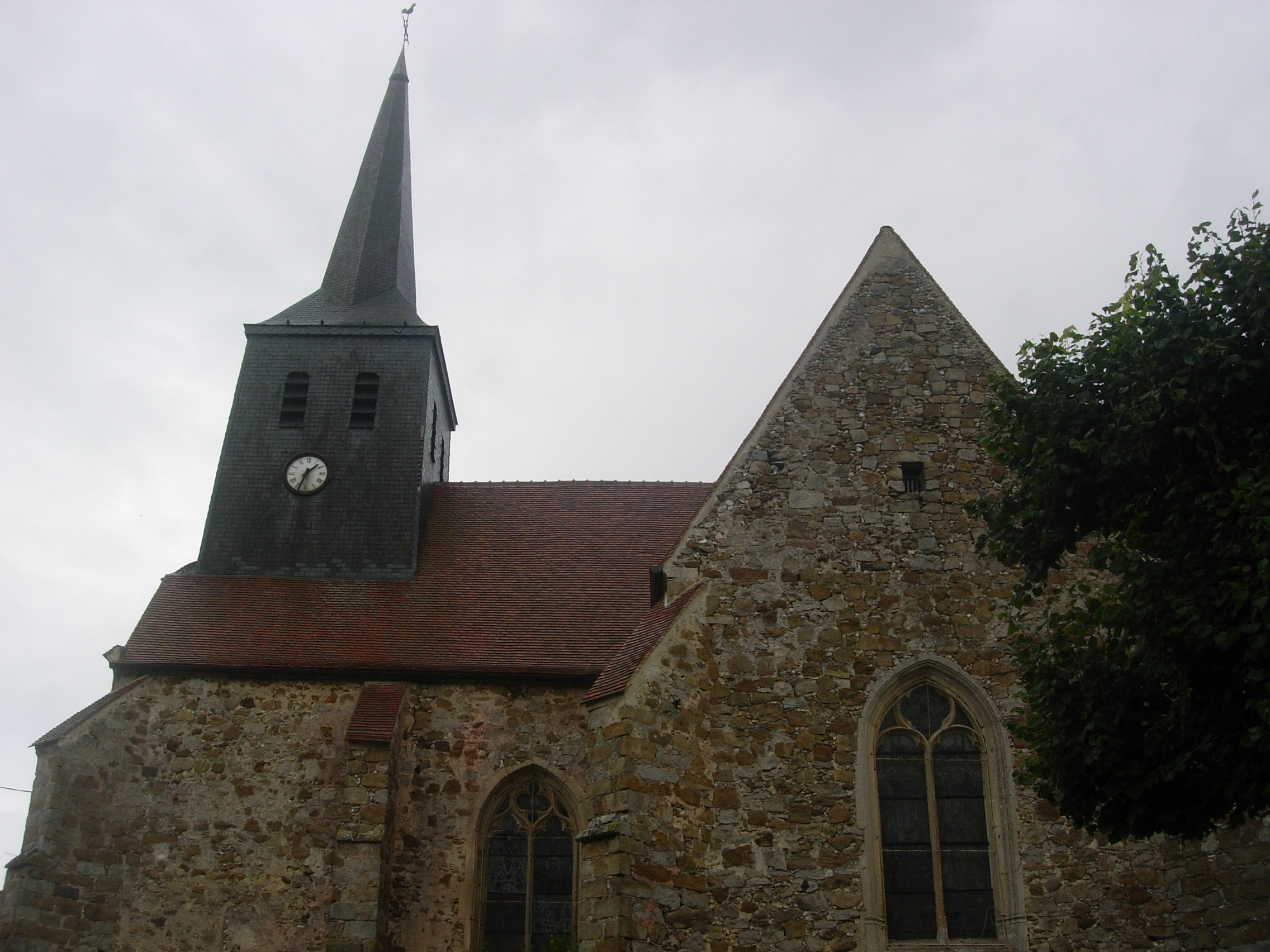
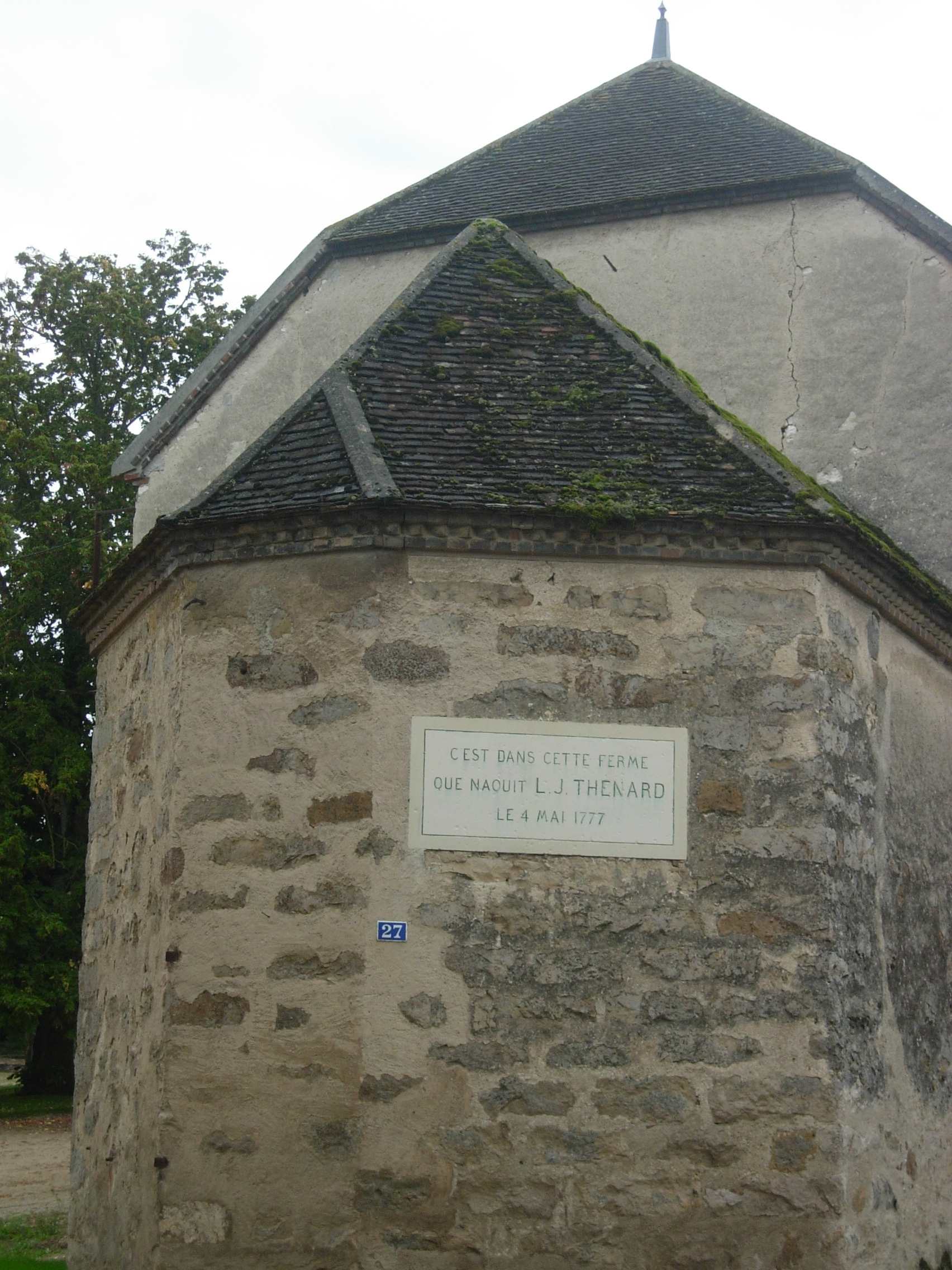